# Sebečice
Sebečice es una localidad situada en el distrito de Rokycany, en la región de Pilsen, República Checa. Tiene una población estimada, a principios del año 2022, de 71 habitantes.
Está ubicada al noreste de la región, en la cuenca hidrográfica del río Berounka —un afluente izquierdo del río Moldava, que a su vez es afluente del Elba— y cerca de la frontera con la región de Bohemia Central.